# Unione Sportiva Ravenna 1995-1996
Questa voce raccoglie le informazioni riguardanti l'Unione Sportiva Ravenna nelle competizioni ufficiali della stagione 1995-1996.

## Stagione
Nella stagione 1995-1996 il Ravenna disputa il girone A del campionato di Serie C1, raccoglie 68 punti con il primo posto in classifica, ottenendo la promozione diretta in Serie B.
Il campionato inizia con la conferma di Adriano Buffoni sulla panchina giallorossa, e inizia nel modo migliore: a fine novembre, dopo dodici giornate il Ravenna è secondo con 22 punti. Ma arriva una sconfitta a Montevarchi (2-0), la seconda del campionato, e il presidente solleva Buffoni dall'incarico per mettere in panchina Giorgio Rumignani, che chiude al primo posto con 33 punti il girone di andata. Anche la tornata di ritorno vede i giallorossi protagonisti, che centrano la promozione diretta lasciando a sei lunghezze Empoli e Spal; saranno i toscani a vincere i playoff e salire in Serie B con il Ravenna. Fondamentale il contributo offerto dal bolzanino Stefan Schwoch, arrivato in estate dal Livorno e autore di 21 reti.
Con una squadra così completa in ogni reparto e competitiva, anche la Coppa Italia Serie C non può che dare soddisfazioni: di seguito vengono eliminate il Baracca Lugo, l'Imola, il Treviso, il Forlì e il Gualdo, poi in semifinale i romagnoli cedono il passo all'Empoli, che metterà a frutto il passaggio in finale aggiudicandosi la manifestazione.

## Rosa

Il neoacquisto Stefan Schwoch, trascinatore dei ravennati verso la promozione in Serie B con 21 gol.

| N. |                   | Ruolo | Calciatore          |
| -- | ----------------- | ----- | ------------------- |
|    | Italia (bandiera) | C     | Paolo Agostini      |
|    | Italia (bandiera) | P     | Marco Ambrosio      |
|    | Italia (bandiera) | D     | Graziano Barbiero   |
|    | Italia (bandiera) | P     | Claudio Bozzini     |
|    | Italia (bandiera) | A     | Enrico Buonocore    |
|    | Italia (bandiera) | D     | Ivano Cardarelli    |
|    | Italia (bandiera) | D     | Marino D'Aloisio    |
|    | Italia (bandiera) | A     | Fabrizio Fermanelli |
|    | Italia (bandiera) | D     | Riccardo Fimognari  |
|    | Italia (bandiera) | C     | Massimo Gadda       |

| N. |                   | Ruolo | Calciatore          |
| -- | ----------------- | ----- | ------------------- |
|    | Italia (bandiera) | C     | Rodolfo Giorgetti   |
|    | Italia (bandiera) | D     | Marcello Marrocco   |
|    | Italia (bandiera) | D     | Marco Mengucci      |
|    | Italia (bandiera) | D     | Vittorio Mero       |
|    | Italia (bandiera) | C     | Giuseppe Pregnolato |
|    | Italia (bandiera) | D     | Alessandro Rinaldi  |
|    | Italia (bandiera) | C     | Riccardo Rovinelli  |
|    | Italia (bandiera) | A     | Stefan Schwoch      |
|    | Italia (bandiera) | A     | Maurizio Tacchi     |
|    | Italia (bandiera) | C     | Lamberto Zauli      |

## Risultati

### Serie C1

#### Girone di andata
| Arbitro: | Paparesta (Bari) |

|  |           |             |
|  | Marcatori | 26’ Rinaldi |

| Arbitro: | Preschern (Mestre) |

|                            |           |  |
| D'Aloisio 11’ Marrocco 50’ | Marcatori |  |

| Arbitro: | Sputore (Vasto) |

|                      |           |             |
| D'Aloisio 82’ (aut.) | Marcatori | 63’ Schwoch |

| Arbitro: | Pascariello (Lecce) |

|                    |           |             |
| Gadda 44’ Mero 83’ | Marcatori | 20’ M. Sala |

| Arbitro: | Gregoroni (Napoli) |

|                             |           |                   |
| Schwoch 30’ P. Agostini 85’ | Marcatori | 32’ (rig.) De Min |

| Arbitro: | Acronzio (Teramo) |

|                  |           |                                |
| Giorgio 26’, 44’ | Marcatori | 42’ (rig.) D'Aloisio 51’ Gadda |

| Arbitro: | Pirrone (Messina) |

|                       |           |                  |
| Gadda 79’ Schwoch 81’ | Marcatori | 18’, 54’ Masitto |

| Arbitro: | Calabrese (Avezzano) |

|                      |           |                      |
| Fimognari 18’ (aut.) | Marcatori | 46’ Mero 91’ Schwoch |

| Arbitro: | Lion (Padova) |

|  |           |            |
|  | Marcatori | 16’ Sturba |

| Arbitro: | Cardella (Torre del Greco) |

|  |           |               |
|  | Marcatori | 63’ M. Tacchi |

| Ravenna 12 novembre 1995 11ª giornata | Ravenna          | 0 – 0 | Prato | Stadio Bruno Benelli\| Arbitro: \| Alvino (Salerno) \| |
| Arbitro:                              | Alvino (Salerno) |       |       |                                                        |

| Arbitro: | Pin (Conegliano) |

|                              |           |  |
| Beltrammi 54’ G. Carboni 72’ | Marcatori |  |

| Arbitro: | Sciamanna (Ascoli Piceno) |

|                 |           |              |
| Schwoch 9’, 82’ | Marcatori | 13’ Marziano |

| Como 3 dicembre 1995 14ª giornata | Como               | 0 – 0 | Ravenna | Stadio Giuseppe Sinigaglia\| Arbitro: \| Gambino (Barletta) \| |
| Arbitro:                          | Gambino (Barletta) |       |         |                                                                |

| Arbitro: | Manganelli (Milano) |

|                                |           |     |
| Schwoch 31’, 56’ M. Tacchi 89’ | Marcatori | 23’ |

| Modena 17 dicembre 1995 16ª giornata | Modena             | 0 – 0 | Ravenna | Stadio Alberto Braglia\| Arbitro: \| Gregoroni (Napoli) \| |
| Arbitro:                             | Gregoroni (Napoli) |       |         |                                                            |

| Arbitro: | Strocchia (Nola) |

|                           |           |  |
| Schwoch 32’ Giorgetti 86’ | Marcatori |  |

#### Girone di ritorno
| Arbitro: | Manari (Teramo) |

|                          |           |  |
| Schwoch 5’ Buonocore 71’ | Marcatori |  |

| Arbitro: | Preschern (Mestre) |

|                            |           |             |
| Martorella 7’ Colacone 10’ | Marcatori | 23’ Schwoch |

| Arbitro: | Pascariello (Lecce) |

|                                         |           |               |
| Schwoch 11’ D'Aloisio 66’ Giorgetti 69’ | Marcatori | 45+1’ Lanzara |

| Arbitro: | Paparesta (Bari) |

|            |           |                   |
| Cesari 70’ | Marcatori | 31’ F. Fermanelli |

| Arbitro: | Sputore (Vasto) |

|  |           |             |
|  | Marcatori | 89’ Schwoch |

| Arbitro: | Strazzera (Trapani) |

|                                      |           |          |
| Schwoch 1’, 68’ D'Aloisio 57’ (rig.) | Marcatori | 15’ Asta |

| Arbitro: | Nucini (Bergamo) |

|                       |           |                       |
| Cancellato 68’ (rig.) | Marcatori | 54’ Zauli 86’ Schwoch |

| Arbitro: | Alvino (Salerno) |

|                      |           |             |
| Schwoch 51’ Mero 79’ | Marcatori | 56’ Pompini |

| Arbitro: | Calabrese (Avezzano) |

|                              |           |                                |
| Mero 7’ (aut.) Sassarini 85’ | Marcatori | 58’ (aut.) Carillo 66’ Schwoch |

| Arbitro: | Vendramin (Castelfranco Veneto) |

|  |           |            |
|  | Marcatori | 4’ Fontana |

| Arbitro: | Cardella (Torre del Greco) |

|  |           |             |
|  | Marcatori | 47’ Schwoch |

| Arbitro: | Urbano (Carbonia) |

|                                         |           |              |
| Giorgetti 29’ Buonocore 33’ Schwoch 88’ | Marcatori | 62’ Scattini |

| Arbitro: | Guiducci (Arezzo) |

|  |           |                              |
|  | Marcatori | 34’, 52’ Zauli 68’ D'Aloisio |

| Arbitro: | Gambino (Barletta) |

|                                |           |                 |
| Zauli 55’ D'Aloisio 64’ (rig.) | Marcatori | 91’ De Ascentis |

| Arbitro: | Fausti (Milano) |

|                                              |           |                    |
| Mero 44’ (aut.) Balesini 53’ C. Esposito 95’ | Marcatori | 94’ (rig.) Schwoch |

| Arbitro: | Corda (Cagliari) |

|                         |           |  |
| Zauli 22’, 45’ Mero 80’ | Marcatori |  |

| Arbitro: | Perissinotto (Venezia) |

|                         |           |               |
| M. Sala 45’ Benfari 73’ | Marcatori | 25’ D'Aloisio |

### Coppa Italia Serie C
| Arbitro: | Guiducci (Arezzo) |

|  |           |               |
|  | Marcatori | 61’ Fimognari |

| Arbitro: | Pin (Conegliano) |

|             |           |  |
| Schwoch 83’ | Marcatori |  |

| Arbitro: | Zaltron (Bassano del Grappa) |

|  |           |                     |
|  | Marcatori | 56’ (aut.) Arrigoni |

| Ravenna 27 settembre 1995 Secondo turno - Ritorno | Ravenna           | 0 – 0 | Imola | Stadio Bruno Benelli\| Arbitro: \| Capozzi (Vicenza) \| |
| Arbitro:                                          | Capozzi (Vicenza) |       |       |                                                         |

| Arbitro: | Linfatici (Viareggio) |

|  |           |               |
|  | Marcatori | 34’ M. Tacchi |

| Arbitro: | Tripaldi (Potenza) |

|                          |           |  |
| Gadda 21’ Pregnolato 84’ | Marcatori |  |

| Arbitro: | Urbano (Carbonia) |

|                      |           |  |
| D'Aloisio 50’ (rig.) | Marcatori |  |

| Forlì 17 gennaio 1996 Ottavi di finale - Ritorno | Forlì             | 0 – 0 | Ravenna | Stadio Tullo Morgagni\| Arbitro: \| Pirrone (Messina) \| |
| Arbitro:                                         | Pirrone (Messina) |       |         |                                                          |

| Arbitro: | Apricena (Firenze) |

|          |           |  |
| Mero 63’ | Marcatori |  |

| Arbitro: | Gambino (Barletta) |

|  |           |               |
|  | Marcatori | 80’ M. Tacchi |

| Arbitro: | Pizzini (Verona) |

|  |           |              |
|  | Marcatori | 65’ Balesini |

| Arbitro: | Nucini (Bergamo) |

|                      |           |                   |
| C. Esposito 70’, 87’ | Marcatori | 83’ F. Fermanelli |